# Mercedes Lauenstein
Mercedes Lauenstein (* 1988 in Kappeln) ist eine deutsche Schriftstellerin und Journalistin.

## Leben
Lauenstein wuchs an der Ostsee in Schleswig-Holstein und in München auf. Nach dem Abitur reiste sie durch Australien und Asien und bewarb sich mit ihrem Reiseblog bei der Jetzt-Redaktion der Süddeutschen Zeitung. Nach einem Praktikum bot ihr der damalige Chefredakteur Dirk von Gehlen 2009 eine Stelle an. 2011 begann sie ein Studium der Europäischen Ethnologie an der LMU in München, das sie 2015 mit einem B.A. abschloss. Lauenstein lebt in der Münchner Maxvorstadt und in Italien.

## Werk
2015 erschien Lauensteins Prosadebüt Nachts. Der Text besteht aus 25 Episoden, in denen die Erzählerin jeweils bei Menschen klingelt, in deren Wohnungen nachts noch Licht brennt. 2016 erhielt sie für das Buch den Bayerischen Kunstförderpreis. 2018 erschien ihr erster Roman Blanca, 2025 ihr zweiter Roman Zuschauen und Winken. Sie arbeitet als freie Journalistin unter anderem für das Zeitmagazin und für Jetzt. Zusammen mit ihrem Lebensgefährten, dem Fotografen Juri Gottschall, betreibt sie das kulinarische Onlinemagazin Splendido.

## Bücher
- Nachts. Erzählungen. Berlin, Aufbau-Verlag 2015, ISBN 978-3-351-03614-0
- Blanca. Roman. Berlin, Aufbau-Verlag 2018, ISBN 978-3-351-03701-7
- mit Juri Gottschall: Splendido. Italienisch kochen mit besten Zutaten und viel Gefühl, Dumont 2022, ISBN 978-3-8321-6908-4
- Zuschauen und Winken. Roman. Berlin, Blumenbar (Aufbau-Verlag) 2025, ISBN 978-3-351-05125-9

## Herausgabe
- München for Women only (gemeinsam mit Nicole Adler). Wien, Brandstätter 2019, ISBN 978-3-7106-0117-0

## Hörspiel
- Entscheidungen, Bayerischer Rundfunk, 2020[8]

## Auszeichnungen
- 2016 Bayerischer Kunstförderpreis für Literatur für Nachts